# Българско училище „Св. св. Кирил и Методий“ (Никозия)
Българско училище „Св. св. Кирил и Методий“ е училище на българската общност в град Никозия, Кипър. Основател и директор на училището е Галина Иванова-Кумбару.

## История
Училището е основано на 24 септември 2006 г. Идеята възниква спонтанно сред няколко български майки, чиито деца посещават едно и също кипърско училище и чиято грижа за българското като ценност и стремеж да бъде запазено и достойностено у децата им. Желанието на създателите е училището да се превърне в институция, която отстоява културната идентичност на българите, живеещи в Кипър.
Училището се оказва културен обединителен център, подпомагащ и стимулиращ процеса на сдружаване сред българската общност в Никозия. Ролята на жените в това отношение е водеща.
Оформя се пространство, където децата (а и техните майки и бащи) могат да общуват на български език. Така се стимулира процесът на изграждане на малки български общности (групи по интереси от родителите) и се обособява културно пространство за общуване на български език и извън училище. Тези групи са подкрепящи и са вид бариера срещу културна асимилация на децата.
През февруари 2008 г. се създава фондация Български културен център „Кирил и Методий“, която поема управлението на Българското училище в Никозия.
Децата, които посещават училището, владеят в различна степен български език, имат различни образователни потребности и нагласа относно мотивацията за изучаване на български език. Основно могат да се обособят в две групи: деца – билингви (от смесени бракове), за които българският по-скоро е втори език, а понякога чужд и деца на икономически емигранти; пристигащи от България, чиито брой лавинообразно нараства. Тази нехомогеност на децата поражда методически проблеми при организирането на обучението по български език и литература, както и такива, свързани с учебното съдържание и учебен план.